# 大宝山铁矿专用线
大宝山铁矿专用线，简称“大宝山线”，又称“大宝山铁路”、“时光隧道”，是大宝山铁矿配套的铁路专用线，位于中国广东省韶关市曲江区。

## 历史
- 1961年，大宝山铁矿专用线开工，并于同年建成[3]。
- 1968年，大宝山铁矿专用线全线进行换轨大修[3]。
- 1973年，大宝山铁矿专用线开始逐年将每米38公斤钢轨更换为每米43公斤钢轨，木枕更换为钢筋混凝土枕[4]。

## 线路

### 走向
大宝山铁矿专用线由韶关市曲江区马坝镇站前北路30号京广铁路马坝火车站南端出岔，向东南方向行经“沙溪站”至终点“东华站”。

### 轨道线数据
大宝山铁矿专用线全线限制坡度重车方向8‰，轻车方向20‰，最小曲线半径250米，隧道2座，中桥1座，涵洞50座。截至1976年，沙溪站设有11股道，而东华站则设有5股道。

### 机车
1974年冬，大宝山铁矿从河北唐山买回第一台上游型蒸汽机车，此后几年又买回三台同一型号的蒸汽机车（后卖出一台）。2002年6月下旬，大宝山铁矿专用线所有蒸汽机车替换为内燃机车，使司机的工作环境大为改善。

## 铁路管理处简介
大宝山铁矿铁路管理处组建于1975年，下辖工务段、洗修车间、沙溪车站和机装车间等。1984年铁路管理处职工有400人，拥有蒸汽机车、装载机、轨道车、汽车、抓斗吊等设备60余台，固定资产总值1278万元，年运输量200万吨。